# John McPhee (scrittore)
John Angus McPhee (Princeton, 8 marzo 1931) è uno scrittore statunitense.
È stato per quattro volte finalista del Premio Pulitzer nella categoria “Saggistica”, vincendolo nel 1999 con Annals of the Former World. Nel 2008 è stato insignito del George Polk Career Award con la seguente motivazione:
McPhee è considerato un pioniere della creative nonfiction, ovvero la sua scrittura si è sempre caratterizzata per uno stile a metà tra il giornalistico e il letterario, inserendo nel resoconto di fatti reali degli elementi tipici della fiction.
McPhee è anche insegnante di scrittura nonfiction presso la Princeton University.

## Biografia
McPhee ha vissuto per quasi tutta la sua vita nella città di Princeton, presso la cui università il padre – Harry McPhee - lavorava come medico per il dipartimento di atletica. John si è diplomato presso la Princeton High School, poi ha trascorso un anno alla Deerfield Academy prima di frequentare le università di Princeton e Cambridge.
Durante gli anni universitari a Princeton, McPhee si recava due volte a settimana a New York per partecipare al programma radiotelevisivo Twenty Questions. 
Sposatosi due volte, è padre di quattro figlie: le scrittrici Jenny e Martha, la fotografa Laura e la storica dell'architettura Sarah.

## Carriera da scrittore
Il primo libro pubblicato da McPhee è datato 1965 e si tratta della storia vera dello studente di Princeton e futura stella del basket professionistico Bill Bradley.
Sempre nel 1965, McPhee inizia una collaborazione con la rivista settimanale The New Yorker che continua tuttora. Gran parte della sua produzione come scrittore include materiale realizzato in origine proprio per questa rivista.
Per i suoi meriti letterari, McPhee è stato insignito di tre lauree ad honorem: dal Bates College nel 1978, dalla Yale University nel 2009 e dall'Amherst College nel 2012.
Le opere di McPhee trattano tematiche di suo personale interesse e sono estremamente eclettiche: si va dalla geologia allo studio delle arance, dai trasporti navali al tennis, dal body building al mondo contadino. McPhee ha anche scritto libri sulla vita di personaggi celebri, ma le sue opere più memorabili descrivono il lavoro di perfetti sconosciuti, come il fabbricante di canoe Henri Vaillancourt.

## Pubblicazioni
In italiano
- Tennis (titolo originale: Levels of the Game, 1969), Adelphi, 2013, ISBN 978-88-459-2687-7.
- Il formidabile esercito svizzero (titolo originale: La Place de la Concorde Suisse, 1984), Adelphi, 1987, ISBN 978-88-459-0240-6.
- Il controllo della natura (titolo originale: The Control of Nature, 1989), Adelphi, 1995, ISBN 978-88-459-1139-2.
- John McPhee, Tabula rasa: Volume primo, collana Microgrammi, traduzione di Matteo Codignola, Adelphi.

## Premi e onorificenze
- Premio di Letteratura dalla American Academy of Arts and Letters (1977).
- Premio Pulitzer per Annals of the Former World (1999).
- Premio Wallace Stegner Award (2011).